# Нюкша, Юлия Петровна
Юлия Петровна Нюкша (20 октября 1921, Колпино, Петроградская губерния — 14 июля 2009, Санкт-Петербург) — советский миколог и специалист в области сохранения культурных ценностей, доктор биологических наук (1973), заслуженный работник культуры РСФСР.

## Биография
Родилась в семье служащих Ижорского завода. В 1939 году поступила на биологическый факультет ЛГУ, который она окончила в 1944 году с перерывом, в связи с Блокадой Ленинграда, в том же году поступила в аспирантуру ГПБ и вдобавок к этому была принята туда же на работу.
С февраля 1951 зав. лабораторией гигиены и реставрации. В 1972 г. защитила докторскую диссертацию на тему «Систематический состав и эколого-физиологические особенности грибов, развивающихся на бумаге документов».
Работала до 1991 года, после чего ушла на пенсию по инвалидности, при этом с 1948 по 1991 год проводила работу по консервации библиотечных фондов. В 1992 году когда болезнь отступила, была принята на работу в БАН и работала вплоть до смерти.
Была замужем за востоковедом Яковом Борисовичем Радуль-Затуловским.

## Научные работы
Основные научные работы посвящены микологическим проблемам консервации, а также общим теоретическим вопросам сохранения культурных памятников в библиотеках. Автор свыше 300 научных работ и 12 изобретений, из них 20 научных работ вышли за рубежом.
Автор книг:
- Биологическое повреждение бумаги и книг / Ю. П. Нюкша; Б-ка Рос. АН. — СПб. : Отд. информатики и автоматизации БАН, 1994. — 232,[1] с., [12] л. ил.; 22 см; ISBN 5-201-00214-5
- Поточная линия для реставрации книг [Текст] / Ю. П. Нюкша, М. Г. Бланк ; Гос. публ. б-ка им. М. Е. Салтыкова-Щедрина. — Москва : Книга, 1976. — 46 с. : ил.; 22 см.
- Защита картона от биологического разрушения [Текст] / Т. Л. Волина, канд. биол. наук Ю. П. Нюкша, канд. техн. наук А. Д. Шапиро. — Москва : [б. и.], 1963. — 59 с. : черт.; 22 см.

## Членство в обществах
- Член Русского ботанического общества